# Liste des cavités naturelles les plus longues des Bouches-du-Rhône
La liste des cavités naturelles les plus longues des Bouches-du-Rhône recense, sous forme de tableau(x), les cavités souterraines naturelles connues dans ce département français, dont le développement est supérieur ou égal à cent mètres.
La communauté spéléologique considère qu'une cavité souterraine naturelle n'existe vraiment qu'à partir du moment où elle est « inventée » c'est-à-dire découverte (ou redécouverte), inventoriée, topographiée et publiée. Bien sûr, la réalité physique d'une cavité naturelle est la plupart du temps bien antérieure à sa découverte par l'homme ; cependant tant qu'elle n'est pas explorée, mesurée et révélée, la cavité naturelle n'appartient pas au domaine de la connaissance partagée.
La liste spéléométrique des 34 plus longues cavités naturelles des Bouches-du-Rhône (≥ cent mètres) est actualisée à décembre 2020.
La plus longue cavité souterraine naturelle répertoriée dans le département des Bouches-du-Rhône est « l'Émergence de Bestouan », sur la commune de Cassis (cf. ligne 1 du tableau ci-dessous).
| \| Histogramme de la répartition des plus longues cavités naturelles des Alpes-de-Haute-Provence (France) par classe de développement -- Les 31 cavités citées fin 2019 sont réparties en 4 classes de développement -- \| \| \| \| \| \| \| \| \| \| \| \| \| \| \| classe I >= 1 000 m 5 cavité[s] \| classe II >= 500 m et < 1 000 m 1 cavités \| classe III >= 200 m et < 500 m 7 cavités \| classe IV >= 100 m et < 200 m 21 cavités \| \| |                                 |                                           |                                          |                                          |  |
| Le graphique qui aurait dû être présenté ici ne peut pas être affiché car il utilise l'ancienne extension Graph, désactivée pour des questions de sécurité. Des indications pour créer un nouveau graphique avec la nouvelle extension Chart sont disponibles ici . |                                 |                                           |                                          |                                          |  |
| Histogramme de la répartition des plus longues cavités naturelles des Alpes-de-Haute-Provence (France) par classe de développement -- Les 31 cavités citées fin 2019 sont réparties en 4 classes de développement -- |                                 |                                           |                                          |                                          |  |
| |                                 |                                           |                                          |                                          |  |
| | classe I >= 1 000 m 5 cavité[s] | classe II >= 500 m et < 1 000 m 1 cavités | classe III >= 200 m et < 500 m 7 cavités | classe IV >= 100 m et < 200 m 21 cavités |  |

## Cavités des Bouches-du-Rhône (France) de développement supérieur ou égal à1 000 mètres
5 cavités sont recensées dans celle « classe I » au 31-12-2020.
| Réf. | Cavité (autres noms)    | Commune   | Massif ou zone            | Coordonnées (WGS 84)        | Développe. (mètres) | Dénivel. (mètres)  | Sources ou références                | Mise à jour |
| ---- | ----------------------- | --------- | ------------------------- | --------------------------- | ------------------- | ------------------ | ------------------------------------ | ----------- |
| 1    | Émergence de Bestouan   | Cassis    | Massif des Calanques      | 43° 12′ 49″ N, 5° 31′ 58″ E | +003 750, m         | +0068, m (+35/-33) | Karsteau 4.2 & Rivières Mystérieuses | 2017-11     |
| 2    | Exsurgence de Port-Miou | Cassis    | Massif des Calanques      | 43° 12′ 19″ N, 5° 30′ 46″ E | +002 350, m         | +0245, m           | Karsteau 4.2                         | 2017-11     |
| 3    | Gouffre des Encanaux    | Auriol    | Massif de la Sainte-Baume | 43° 20′ 12″ N, 5° 40′ 30″ E | +001 800, m         | +0130, m           | Karsteau 4.2 & Spelunca n°137        | 2017-11     |
| 4    | Grotte du Grand Draïoun | La Ciotat | Bassin du Beausset        | 43° 10′ 54″ N, 5° 33′ 56″ E | +001 600, m         | +0172, m           | Karsteau 4.2                         | 2013-12     |
| 5    | Résurgence des Brailles | Auriol    | Massif de la Sainte-Baume | 43° 21′ 09″ N, 5° 39′ 41″ E | +001 135, m         | +0044, m           | Karsteau 4.2                         | 2017-10     |

## Cavités des Bouches-du-Rhône (France) de développement compris entre500 mètreset999 mètres
1 cavité est recensée dans celle « classe II » au 31-12-2020.
| Réf. | Cavité (autres noms) | Commune | Massif ou zone     | Coordonnées (WGS 84)        | Développe. (mètres) | Dénivel. (mètres) | Sources ou références              | Mise à jour |
| ---- | -------------------- | ------- | ------------------ | --------------------------- | ------------------- | ----------------- | ---------------------------------- | ----------- |
| 6    | Grotte de l'Adaouste | Jouques | Concors-Vautubière | 43° 40′ 55″ N, 5° 39′ 46″ E | +000850, m          | +0190, m          | Karsteau 4.2 & Rencontre d'Octobre | 2018-01     |

## Cavités des Bouches-du-Rhône (France) de développement compris entre200 mètreset499 mètres
7 cavités sont recensées dans celle « classe III » au 31-12-2020.
| Réf. | Cavité (autres noms)                | Commune                 | Massif ou zone            | Coordonnées (WGS 84)        | Développe. (mètres) | Dénivel. (mètres)  | Sources ou références       | Mise à jour |
| ---- | ----------------------------------- | ----------------------- | ------------------------- | --------------------------- | ------------------- | ------------------ | --------------------------- | ----------- |
| 7    | Tourne de Saint-Pons                | Gémenos                 | Massif de la Sainte-Baume | 43° 18′ 16″ N, 5° 40′ 22″ E | +000420, m          | +0070, m (-10/+60) | Karsteau 4.2 &              | 2019-06     |
| 8    | Source du Platane n°1               | Auriol                  | Massif de la Sainte-Baume | 43° 20′ 46″ N, 5° 38′ 52″ E | +000420, m          | +0029, m           | Karsteau 4.2                | 2018-01     |
| 9    | Sources des Infernets               | Vitrolles               |                           | 43° 25′ 55″ N, 5° 17′ 55″ E | +000420, m          | NC                 | Karsteau 4.2                | 2018-01     |
| 10   | Grottes Monnard                     | Marseille               | Massif de l'Etoile        | 43° 18′ 48″ N, 5° 27′ 52″ E | +000400, m          | +0055, m           | Karsteau 4.2                | 2018-01     |
| 11   | Baume Loubière                      | Marseille               | Massif de l'Etoile        | 43° 21′ 54″ N, 5° 25′ 07″ E | +000250, m          | +0026, m           | Karsteau 4.2                | 2018-01     |
| 12   | Petit garagaï de la Sainte-Victoire | Saint-Antonin-sur-Bayon | Montagne Sainte-Victoire  | 43° 31′ 50″ N, 5° 34′ 55″ E | +000200, m          | +0127, m           | Karsteau 4.2 & Paul Courbon | 2018-01     |
| 13   | Grotte du Pendule                   | La Ciotat               | Bassin du Beausset        | 43° 10′ 36″ N, 5° 34′ 16″ E | +000200, m          | +0030, m           | Karsteau 4.2                | 2013-12     |

## Cavités des Bouches-du-Rhône (France) de développement compris entre100 mètreset199 mètres
21 cavités sont recensées dans celle « classe IV » au 31-12-2020.
| Réf. | Cavité (autres noms)               | Commune              | Massif ou zone            | Coordonnées (WGS 84)        | Développe. (mètres) | Dénivel. (mètres) | Sources ou références         | Mise à jour |
| ---- | ---------------------------------- | -------------------- | ------------------------- | --------------------------- | ------------------- | ----------------- | ----------------------------- | ----------- |
| 14   | Grotte Cosquer                     | Marseille            | Massif des Calanques      | 43° 12′ 10″ N, 5° 26′ 56″ E | +000175, m          | +0065, m          | Karsteau 4.2                  | 2015-04     |
| 15   | Grotte des Janots                  | Cassis               | Bassin du Beausset        | 43° 13′ 50″ N, 5° 33′ 55″ E | +000175, m          | +0005, m          | Karsteau 4.2                  | 2015-04     |
| 16   | Aven des Quatre Trous              | Marseille            | Massif des Calanques      | 43° 13′ 06″ N, 5° 29′ 16″ E | +000173, m          | +0173, m          | Karsteau 4.2                  | 2018-01     |
| 17   | Grotte des Charbonniers            | Auriol               | Massif de la Sainte-Baume | 43° 20′ 37″ N, 5° 39′ 37″ E | +000172, m          | +0016, m          | Karsteau 4.2                  | 2018-01     |
| 18   | Grotte des Blaireaux (ADA-01)      | Jouques              | Concors-Vautubière        | 43° 41′ 03″ N, 5° 39′ 52″ E | +000162, m          | +0017, m          | Karsteau 4.2                  | 2021-01     |
| 19   | Garagaï de la Bataille             | Puyloubier           | Montagne Sainte-Victoire  | 43° 32′ 19″ N, 5° 39′ 25″ E | +000160, m          | +0160, m          | Karsteau 4.2 &                | 2019-06     |
| 20   | Aven de Trione n°1                 | Roquefort-la-Bédoule | Massif des Calanques      | 43° 14′ 44″ N, 5° 33′ 35″ E | +000152, m          | +0152, m          | Karsteau 4.2                  | 2015-04     |
| 21   | Grotte du Gendarme n°1             | Ceyreste             | Bassin du Beausset        | 43° 13′ 41″ N, 5° 37′ 07″ E | +000150, m          | +0053, m          | Karsteau 4.2                  | 2015-04     |
| 22   | Trou des Encanaux                  | Auriol               | Massif de la Sainte-Baume | 43° 20′ 33″ N, 5° 40′ 12″ E | +000150, m          | +0011, m          | Karsteau 4.2 & Spelunca n°137 | 2017-11     |
| 23   | ADA-012                            | Jouques              | Concors-Vautubière        | 43° 41′ 02″ N, 5° 39′ 52″ E | +000145, m          | +0006, m          | Karsteau 4.2                  | 2021-01     |
| 24   | Grotte du Quatorze-Juillet         | La Ciotat            | Bassin du Beausset        | 43° 10′ 40″ N, 5° 34′ 13″ E | +000137, m          | +0023, m          | Karsteau 4.2                  | 2013-12     |
| 25   | Aven de la Gorguette               | Cassis               | Massif des Calanques      | 43° 14′ 29″ N, 5° 32′ 35″ E | +000130, m          | +0130, m          | Karsteau 4.2                  | 2016-12     |
| 26   | Grotte Rolland                     | Marseille            | Massif des Calanques      | 43° 13′ 38″ N, 5° 22′ 16″ E | +000130, m          | +0040, m          | Karsteau 4.2                  | 2015-04     |
| 27   | Grotte de Saint-Michel-d’Eau-Douce | Marseille            | Massif des Calanques      | 43° 13′ 04″ N, 5° 21′ 51″ E | +000125, m          | +0009, m          | Karsteau 4.2                  | 2015-04     |
| 28   | Garagaï de la Boîte à Lettres      | Puyloubier           | Montagne Sainte-Victoire  | 43° 32′ 04″ N, 5° 38′ 12″ E | +000117, m          | +0117, m          | Karsteau 4.2                  | 2015-04     |
| 29   | Source du Platane n° 2             | Auriol               | Massif de la Sainte-Baume | 43° 20′ 48″ N, 5° 38′ 56″ E | +000110, m          | +0009, m          | Karsteau 4.2                  | 2018-01     |
| 30   | Source de Cadriliverny             | Rousset              |                           | 43° 28′ 43″ N, 5° 38′ 56″ E | +000110, m          | NC m              | Karsteau 4.2                  | 2020-04     |
| 31   | Grotte de l'Espérance              | Auriol               | Massif de la Sainte-Baume | 43° 20′ 13″ N, 5° 40′ 05″ E | +000105, m          | +0105, m          | Karsteau 4.2                  | 2018-01     |
| 32   | Grotte Lumière                     | La Ciotat            | Bassin du Beausset        | 43° 12′ 25″ N, 5° 35′ 03″ E | +000100, m          | +0014, m          | Karsteau 4.2                  | 2018-01     |
| 33   | Aven du Logisson n°1               | Marseille            | Massif des Calanques      | 43° 14′ 23″ N, 5° 29′ 49″ E | +000100, m          | +0100, m          | Karsteau 4.2                  | 2005-05     |
| 34   | Source de la Salle (Château)       | Bouc-Bel-Air         | Massif de l'Étoile        | 43° 26′ 24″ N, 5° 25′ 21″ E | +000100, m          | NC m              | Karsteau 4.2                  | 2021-01     |